# Polyplax cannomydis
Polyplax cannomydis är en insektsart som beskrevs av Johnson 1959. Polyplax cannomydis ingår i släktet Polyplax och familjen ledlöss. Inga underarter finns listade i Catalogue of Life.